# Джордано Бруно (фильм)
«Джордано Бруно» (итал. Giordano Bruno) — кинофильм режиссёра Джулиано Монтальдо, вышедший на экраны в 1973 году. Лента получила две номинации на премию «Серебряная лента» — за лучшую мужскую роль (Джан Мария Волонте) и лучшую работу художника по костюмам (Энрико Саббатини).

## Сюжет
Фильм рассказывает о последних годах жизни знаменитого философа Джордано Бруно. В 1592 году по приглашению богатого торговца он приезжает в Венецию и сразу же привлекает к себе внимание нестандартностью взглядов и весёлым образом жизни. По городу расползаются слухи о том, что он владеет чёрной магией. Вскоре Бруно арестовывают по обвинению в ереси, однако он может рассчитывать на снисхождение венецианских властей, довольно либерально относящихся к такого рода прегрешениям. Однако заинтересованность в деле проявляет римская инквизиция, которая добивается перевода подсудимого в Рим. Философу всерьёз угрожает сожжение на костре…

## В ролях
- Джан Мария Волонте — Джордано Бруно
- Ханс Кристиан Блех — кардинал Сартори
- Матьё Каррьер — Орсини
- Ренато Скарпа — брат Трагальоло
- Джузеппе Маффиоли — Арсеналотто
- Хосе Квальо — апостольский нунций Венеции
- Марк Бёрнс — кардинал Беллармин
- Шарлотта Рэмплинг — Фоска
- Паоло Боначелли — глава Инквизиции
- Франка Скьютто — дворянка